# Fehér üröm
A fehér üröm vagy abszintüröm (Artemisia absinthium) a fészkesvirágzatúak (Asterales) rendjébe és az őszirózsafélék (Asteraceae) családjába tartozó növényfaj. Magyarországon már a középkorban is elterjedt fűszer- és gyógynövény. Magyar népi elnevezései a bárányüröm, hegyi üröm, patikai üröm, pusztai üröm, kálvinista tapló vagy mesétfű, de nem összetévesztendő a leggyakrabban szintén bárányürömnek nevezett Artemisia ponticával.

## Latin nevének eredete
Az Artemisia a görög Artemisz istennő nevére utal, ugyanis az ő adományának tartották, az Absinthium pedig a fehér üröm görög nevének (αψίνθιον, apszínthion) latinosított változata. Eredete vitatott: a görögben az a- + pszinthosz ~ "élvezhetetlen", egy elfogadottabb elmélet szerint viszont az aspand-ból származik, mely az egyik perzsa dialektusban egy keserű növény neve volt, valószínűleg a szíriai rutafűé (Peganum harmala).

## Jellemzői
Évelő növény. Az alsó részében elfásodó, felső részében elágazó, ezüstmolyhos szára másfél méternél magasabbra is megnő.

## Előfordulása
Elterjedési területe Közép- és Dél-Európa, Kelet-Ázsia és Észak-Afrika. Bokros, napos, száraz helyeket kedveli, elsősorban dombvidékeken, utak mentén, kerítések mellett, emberi települések közelében vagy köves területeken fordul elő.

## Felhasználása
A fehér ürmöt fűszer- és gyógynövényként is felhasználják: termesztése általánosan elterjedt. Legtöbbször a föld feletti virágos hajtását gyűjtik, ez (Absinthii herba) a VIII. Magyar Gyógyszerkönyvben is szerepel.
Legújabb szabályozások szerint, emberi alkalmazása tilos, de korlátozással a hajtás használható, ha tujon tartalma kisebb, mint 6 mg a napi adagban, a késztermékre vonatkozóan.
A természetben gyakoribb fekete ürömhöz hasonlóan fűszernövényként használatos. Íze, illata hasonlít a citroméra, fűszeres. A növény minden része illatos és keserű. Főként húsételek (például csülök) ízesítéséhez használják, de például fagylaltok fűszerezésére is alkalmas. Ürmösborok (vermut), keserű italok, likőrök egyik fűszere is.
A fehér ürmöt, mint a világ állítólag legkeserűbb növényét már az egyiptomiak és a görögök ismerték és gyógyításra használták. A Magyar Királyság területén a középkori kolostorkertekben megtalálható volt, a szerzetesek különböző elixíreket készítettek belőle. Étvágygerjesztő hatása miatt gyógyteák alkotórészeként is használatos.
A belőle nyert illóolaj görcsoldó, bélféregűző gyógyszerek egyik alapanyaga. Izgató szerként is használják és a váltóláz gyógyítására is alkalmazható. Külsőleg reuma elleni készítményekben használják. Gyomor- és bélfekélyben szenvedő betegeknél káros hatású. Nagyobb adagban mérgezés léphet fel, melynek tünetei: hányás, erős hasmenés, vizelet-visszatartás, eszméletvesztés, görcsök.
Az ánizs és az édeskömény mellett ez a növény az egyik fő összetevője az abszintnak, ami a 19. és 20. század fordulóján hatalmas divatnak örvendett, míg sok országban átlagosan 90 évre be nem tiltották epilepsziát, elmebajt és egyéb betegségeket okozó hatására hivatkozva, ám a modern tudomány ezen vádakat megalapozatlannak találta, és az Európai Unióban történt, 1988-as rehabilitációja utáni hamisítványok közt mára ismét megjelent eredeti formájában is.
A C- és B-vitaminon kívül tartalmaz még 0,2–0,9% illóolajat (tujon, tujol, pinén, fellandrén, kadinén), keserűanyagot (abszintin), cserzőanyagot és borostyánkősavat. Az abszintin felelős az üröm keserű ízéért: 1 gramm akár 70 liter vízben is észrevehető.

## Toxicitása

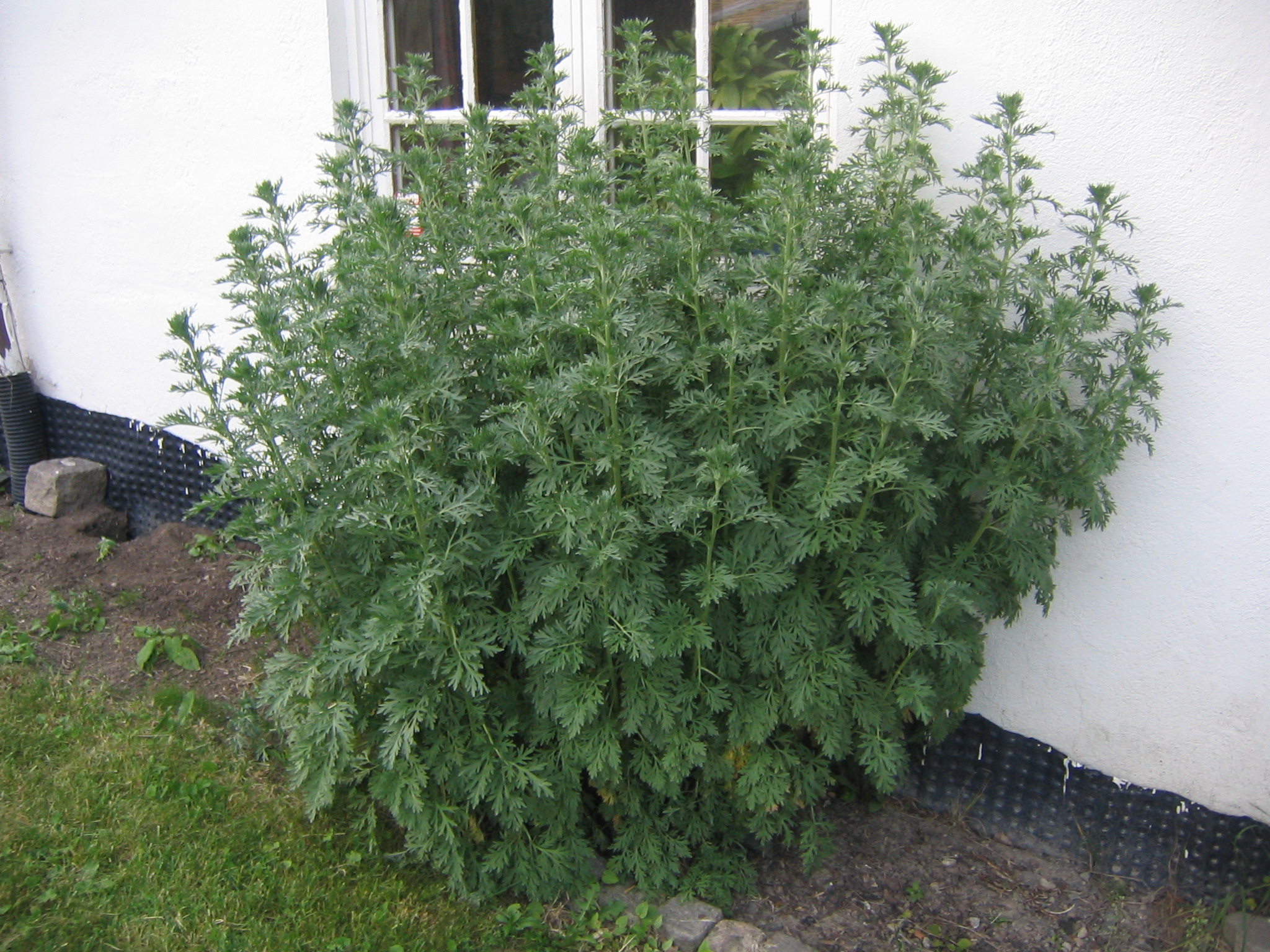
Fehér üröm

A fehér üröm illóolajában található tujont az orvostudomány a 19. század második felétől kezdve egészen a 21. század elejéig az abszintizmusnak nevezett, nem létező betegség fő okozójának tartotta.
Az ürömolajban található tujon GABA-antagonista; túladagolás esetén izomrángásokat, még nagyobb mennyiségben heves görcsöket okoz. Fokozott fogyasztása a központi idegrendszer leépüléséhez vezethet. Kis mennyiségben (amennyit pl. az abszint is tartalmaz) nincs számottevő mérgező hatása. A tujont az abszintizmus félreértelmezése nyomán sokan hallucinogénnek tartják, de ennek tudományos alapja nincs.